# 沙尔滕
沙尔滕（德語：Scharten）是奥地利上奥地利州埃弗丁县的一个市镇。总面积17.5平方公里，总人口2157人，人口密度123.3人/平方公里（2005年）。